# Olynthus ostia
Olynthus ostia is een vlinder uit de familie van de Lycaenidae. De wetenschappelijke naam van de soort werd als Thecla ostia in 1867 gepubliceerd door William Chapman Hewitson.